# 赤精子
赤精子（せきせいし）は中国古代の仙人。『神仙伝』や『列仙全伝』にその名が見え、顓頊の頃の人であるという。

## 封神演義における赤精子
明代の神怪小説『封神演義』では、元始天尊の弟子で、崑崙十二大師のひとり。
太華山の雲霄洞に洞府を構え、商の太子・殷洪の危難を救い己の弟子とした。截教の道士が落魂陣で姜子牙を呪い殺そうとした際、姜子牙を救うために仙界の秘宝である太極図を使うが、奪われた二魂六魄を取り戻したものの太極図を落としてしまうという失態を演じる。後に、落魂陣を破り、太極図を取り戻した。
蘇護が西岐へ遠征したときに、周（西岐）に加勢させるために弟子の殷洪を下山させたが、殷洪が裏切ったため、彼を泣く泣く灰にした。誅仙陣・万仙陣でも兄弟弟子と共に参戦した。
陰陽鏡や水火鋒などといった強力な仙宝を作った。